# Kristina Bach
 (octobre 2020).
Si vous disposez d'ouvrages ou d'articles de référence ou si vous connaissez des sites web de qualité traitant du thème abordé ici, merci de compléter l'article en donnant les références utiles à sa vérifiabilité et en les liant à la section « Notes et références ».
Kristina Bach (de son vrai nom Kerstin Bräuer, * née le 7 avril 1962 à Mettmann) est une chanteuse de schlager allemande.

## Discographie

### Singles
- 09/83 Donna Maria (7": 105 828)
- 07/84 Heißer Sand (7": 106 660)
- 06/85 Allein auf einem Stern (7": 107 410)
- 10/86 Irgendwann ... Hand in Hand (7": 885 361-7)
- 06/89 Eldorado (7": S 134)
- 02/90 Charly (7": S 172)
- 10/90 Erst ein Cappuccino (7": S 209 / 5": D 032)
- 05/91 Antonio (7": 9010330 / 5": 9010332)
- 10/91 Alle Sterne von Athen (7": 9010900 / 5": 9010902)
- 04/92 Caballero Caballero (7": 9011510 / 5": 9011512)
- 03/93 Er schenkte mir den Eiffelturm (7": INT 110.405 / 5": INT 825.353)
- 07/93 Ich will nicht länger Dein Geheimnis sein (7": INT 110.413 / 5": INT 825.364)
- 11/93 Da war das Feuer einer Sommernacht (7": INT 110.417 / 5": INT 825.381)
- 03/94 Tango mit Fernando (7": INT 110.421 / 5": INT 825.392)
- 07/94 Avanti, Avanti (7": INT 110.430 / 5": INT 825.417)
- 01/95 Und die Erde steht still (7": INT 110.432 / 5": INT 810.432)
- 09/95 Hörst Du denn noch immer Al Martino (5": INT 825.468)
- 01/96 Stimmen der Nacht (5": INT 825.491)
- 06/96 Verdammt zur Sehnsucht (5": INT 825.059)
- 10/96 Dann bist Du für mich da (5": INT 825.089)
- 07/97 Ein Hauch Jamaica (5": 74321 49210 2)
- 11/97 Gib nicht auf (5": 74321 53459 2) (Duett mit Drafi Deutscher)
- 02/98 Schiffbruch in meiner Seele (5": 74321 56363 2)
- 07/98 Es kribbelt und es prickelt (5": 74321 56060 2)
- 03/99 Hey, ich such' hier nicht den größten Lover (5"-Promo: 74321 65734 2)
- 07/99 Ganz schön sexy (5"-Promo: 74321 69114 2)
- 11/99 Mein kleiner Prinz (+ Jeanette Biedermann) (5"-Promo: 74321 72363 2)
- 02/00 Rio de Janeiro (5"-Promo: 74321 72992 2)
- 10/00 Männer sind doch schließlich zum Vergnügen da (5": 74321 79426 2)
- 04/01 Unverschämte blaue Augen (5"-Promo: 74321 85541 2)
- 09/01 Davon stirbt man nicht (5"-Promo: 74321 88824 2)
- 11/01 Du gehst mir langsam unter die Haut (5"-Promo: 74321 90593 2)
- 03/02 Latino, Latino (5"-Promo: 74321 92758 2)
- 07/02 Wahre Lügen (5"-Promo: 74321 95575 2)
- 11/02 Auf dünnem Eis getanzt (5"-Promo: 74321 97560 2)
- 03/03 Fliegst Du mit mir zu den Sternen (5"-Promo: 74321 96886 2)
- 01/04 Die Erde hat mich wieder (5"-Promo: 82876 59427 2)
- 05/04 Keine Nacht war zu viel (5"-Promo: 82876 62350 2)
- 10/04 Du bist verrückt, dass Du mich liebst (5"-Promo: 82876 66027 2)
- 06/05 Du machst eine Frau erst zur Frau (5"-Promo)
- 09/05 Reden ist Silber und Küssen Gold (5"-Promo: 82876 73345 2)
- 01/06 Alles von mir (5"-Promo)
- 08/06 Bin kein Engel (5"-Promo)
- 12/06 Warum geh'n, wenn man fliegen kann (5"-Promo)
- 06/07 Jimmy, ich hab´ Dich geliebt (5"-Promo)
- 09/07 Tränen machen stark (5"-Promo)

### Albums
- 11/1988 Musical, Musical, Musical (Promo-LP: 209 478 / CD: 297 104)
- 05/1991 Kristina Bach (LP: 9030230 / MC: 9030231 / CD: 9030231)
- 05/1993 Ein bisschen näher zu Dir (CD: INT 860.258 / MC: INT 460.258)
- 04/1994 Rendezvous mit dem Feuer (CD: INT 845.206 / MC: INT 445.206)
- 02/1996 Stimmen der Nacht (CD: INT 845.256 / MC: INT 445.256)
- 09/1997 Es kribbelt und es prickelt (CD: 74321 50118 2 / MC: 74321 50118 2)
- 07/1999 Ganz schön frech (CD: 74321 64734 2 / MC: 74321 64734 4)
- 11/1999 Tausend kleine Winterfeuer (CD: 74321 67722 2 / MC: 74321 67722 4)
- 04/2001 Scharf auf's Leben (CD: 74321 85170 2 / MC: 74321 85170 4)
- 08/2002 Liebe, was sonst! (CD: 74321 93476 2 / MC: 74321 93476 4)
- 03/2004 Leb Dein Gefühl (CD: 82876 58236 2)
- 06/2005 Alles von mir (CD: 82876 68662 2)
- 09/2006 Die 1002. Nacht (CD: 82876 84477 2)
- 10/2007 Sterne leuchten auch im Winter
- 06/2008 Best of - Dance Remix
- 06/2009 Du bist verrückt, dass Du mich liebst - Chaos Königin
- 06/2009 Tagebuch ein Chaos-Königin
- 05/2010 Tour d'amour
- 02/2011 Große träume
- 08/2014 Leben ist Liebe!